# Lomas de Zamora
Lomas de Zamora är en stad i den argentinska provinsen Buenos Aires i östra Argentina. Lomas de Zamora gränsar till det federala distriktet Buenos Aires och är en del av storstadsområdet. Staden är huvudort i  Partido de Lomas de Zamora och har en befolkning på 111 897 (2001).
Lomas de Zamora ligger cirka 13 kilometer söder om Buenos Aires centrum och 45 kilometer norr om provinshuvudstaden La Plata.

## Historia

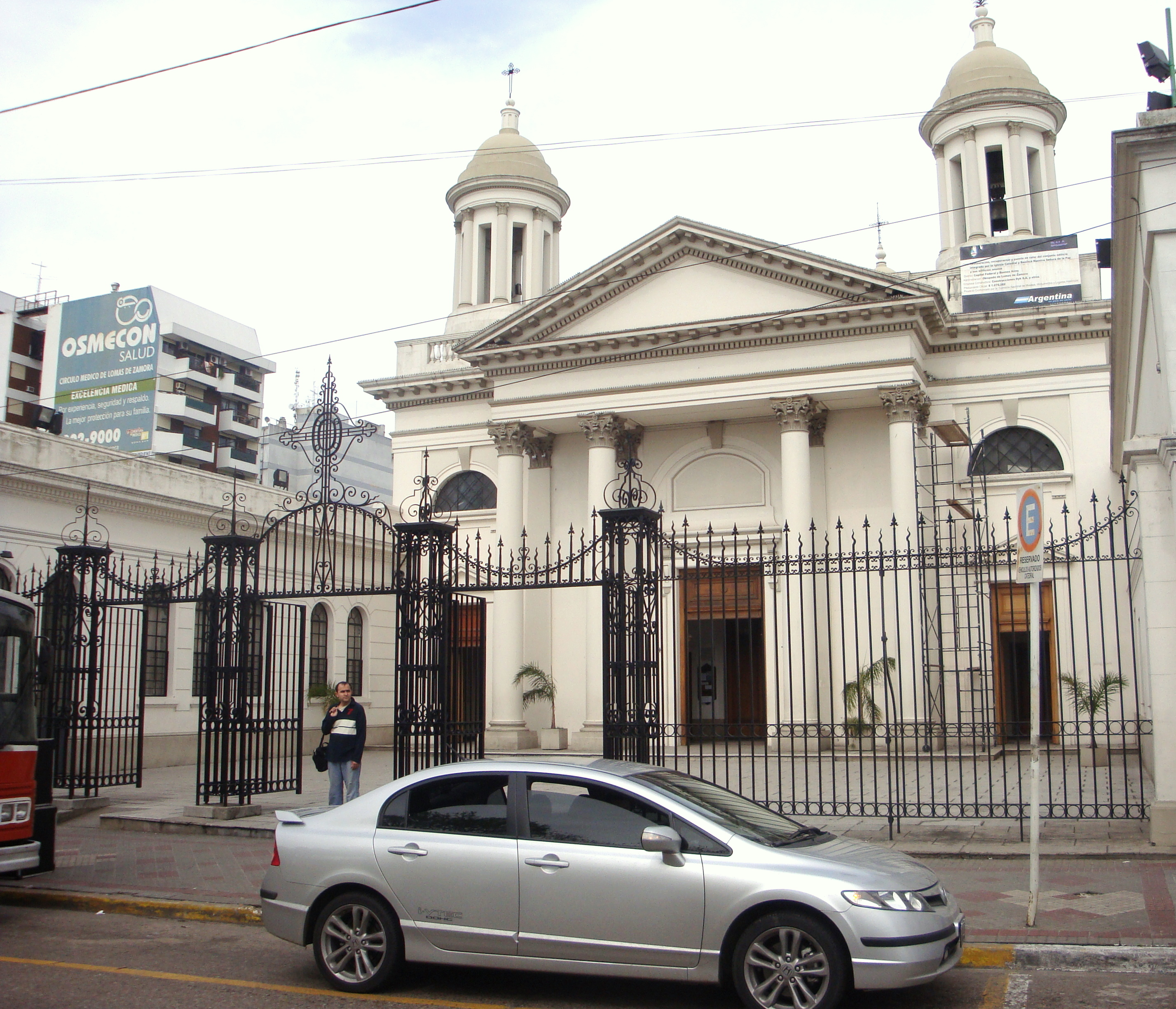
Lomas de Zamora-katedralen.

Lomas de Zamora historia går tillbaka till 1500-talet då Juan de Zamora, en av grundarna av Buenos Aires, fick en stor jordegendom i området. 1865 uppfördes en kyrka. Staden fick stadsrättigheter 1910, och rymde innan en betydande brittisk koloni. Sedan 1940-talet har staden blivit en växande industricentrum, med kemisk och elektrisk industri.

## Vänskapens stad
Lomas de Zamora kallas vänskapens stad eftersom Enrique Ernesto Febbraro i staden startade Vänskapens dag som sedermera blivit en årligen återkommande bemärkelsedag i såväl Argentina som Brasilien, Uruguay och Paraguay. Dagen firades första gången 20 juli 1969 i samband med att Apollo XI landade på månen. 

## Distriktet
Lomas de Zamora är huvudortet i distriktet (Partido) med samma namn, distriktet omfattar 89 kvadratkilometer och har 591 345 invånare vilket gör det till det näst största distriktet i Buenos Aires storstadsområde.

## Utbildning
Det finns en nationell lärarhögskola grundad 1902, och ett universitet grundat 1972.

## Idrott
Staden är hem för idrottsklubben Lomas Athletic Club som grundades 1891 av brittiska emigranter. Klubben var en av mest framgångsrika fotbollsklubbarna kring förra sekelskiftet och vann 5 nationella mästerskap mellan 1891 och 1909 då klubben lämnade den högsta serien. Klubben har varit med och grundat bland annat Argentinas fotbolls-, cricket-, golf- och rugbyförbund. 
Fotbollsspelaren Pablo Cavallero är född i Lomas de Zamora.